# Görgeteg (szemcseméret)
A görgeteg viszonylag nagy méretű, általában a folyóvízi vagy jég általi szállítás által lekerekített kőzetdarab, illetve az azokból kialakult törmelékes üledékek elnevezése. A görgeteg méretét tekintve számos meghatározás létezik, azonban ezek nem különböznek lényegileg egymástól. A Krumbein-féle szemcseméretskála szerint a görgeteg a 64 és 256 milliméteres mérettartományba esik, a gyakorlatban azonban a legtöbb esetben nincs szükség ilyen pontos meghatározására. A görgetegnél kisebb méretű szemcse a kavics (2–64 mm), a nagyobb kődarab pedig a tömb (>256 mm)

## Típusok
A görgeteg mérettartományba eső kőzetdarabok típusait általában aszerint különböztetik meg, milyen módon keletkezett a törmelék, hogy milyen eróziós hatásnak volt kitéve, átesett-e szállítódáson, és ha igen, akkor milyen úton történt a szállítás.
- Erodált: az erózió által lekerekített, keletkezési helyétől legtöbbször elszállított típusok:
  - Folyóvíz által szállított (fluviatilis) – „görgetett”
  - Jég által szállított (glaciális) – ennek egy speciális esete a tillit
  - Tengeri, tengerparti
  - Sivatagi – például hamada
- Nem erodált: az erózió által még nem lekerekített, általában viszonylag új törmelék, a keletkezési helytől legtöbbször nem messze szállított típusok:
  - Lejtőtörmelék
  - Vulkáni (piroklasztikus)

## Kőzetté válás
A görgeteget tartalmazó üledékek a diagenezis során újra kőzetté válhatnak. A nagy arányban lekerekített kavicsból és görgetegből álló üledékes kőzeteket kavicskőnek vagy konglomerátumnak nevezzük, ezzel szemben, a lekerekítetlen kőzettörmelék alapú üledékes kőzet a törmelékkő vagy breccsa.